# Pyrosomella operculata
Pyrosomella operculata är en ryggsträngsdjursart som först beskrevs av Neumann 1908.  Pyrosomella operculata ingår i släktet Pyrosomella och familjen Pyrosomatidae. Inga underarter finns listade i Catalogue of Life.